# 恋するような友情を
『恋するような友情を』（こいするようなゆうじょうを）は、シブがき隊の楽曲で、27枚目のシングル。1988年7月15日に発売された。

## 解説
同曲リリース後、1988年8月7日、東京厚生年金会館コンサートにて同年11月2日限りで解隊することを公表した。
同年8月25日、TBSテレビ「ザ・ベストテン」の「今週のスポットライト」コーナーで、約1年振りに同番組へ出演した。

## 収録曲
1. 恋するような友情を
  - 作詞：阿久悠　作曲：都志見隆　編曲：米光亮
2. （Don't） Go-Went-Gone
  - 作詞：麻生圭子　作曲：小路隆　編曲：武部聡志